# Robert Abbott
Robert Abbott (2 de març de 1933 – 20 de febrer de 2018) fou un creador de jocs i informàtic estatunidenc. Tot i que inicià la seva vida laboral com a programador informàtic amb el llenguatge d'assemblador IBM 360, a partir de la dècada de 1950 es dedicà a la creació de jocs i, després, de laberints lògics.
Les seves creacions més populars són la variant dels escacs anomenada Ultima (o escacs barrocs), els joc de tauler Epaminondas i Confusion i, especialment, el joc de cartes Eleusis, popularitzat per Martin Gardner i que ha aparegut en diversos reculls de jocs de cartes, com ara Hoyle's Rules of Games i New Rules for Classic Games entre d'altres. L'any 1963, Abbott va publicar un llibre amb les regles d'uns quants dels seus jocs de cartes més destacats i d'Ultima, titulat Abbott's New Card Games. Abbott també va ser el creador dels laberints lògics, el primer dels quals va aparèixer a la columna «Mathematical Games» de Martin Gardner en el número d'octubre de 1962 de Scientific American.

## Biografia
Abbott va néixer a St. Louis, Missouri. Va anar a la Universitat Yale durant dos anys i després a la Universitat de Colorado durant dos anys més, però mai es va graduar. Poc després, Abbott es va traslladar a Nova York, on ell i els seus jocs van ser descoberts per Martin Gardner. El 1963, després del poc èxit del seu llibre Abbott's New Card Games, «es va cansar de ser pobre» i va tornar a St. Louis, on començà a treballar com a programador informàtic al Laboratori d'Investigació en Informàtica de la Universitat de Washington. El 1965, es va traslladar a Nova York, on va continuar treballant com a programador, principalment amb el llenguatge d'assemblador IBM 360.
Abbott va crear tots els seus jocs de cartes durant la dècada de 1950, començant per Babel el 1951 i acabant amb Auction el 1956. Les regles del seu joc Eleusis van ser publicades per primera vegada per Martin Gardner a la seva columna «Mathematical Games» de la revista Scientific American. Motivat per l'article, Abbott va publicar les regles de quatre dels seus jocs de cartes en el llibre Four New Card Games el 1962, que va vendre per correu. El 1963, publicà el llibre Abbott's New Card Games, amb les regles de tots els seus jocs de cartes i també de la seva variant dels escacs, Ultima. El 1968, publicà una edició de butxaca del llibre, en la qual va modificar lleugerament les regles d'Ultima. A la mateixa època en què es va publicar Abbott's New Card Games, Abbott es va començar a interessar pels laberints lògics i va enviar el seu laberint Traffic Maze in Floyd's Knob a Martin Gardnerl, que el va publicar a la seva columna «Mathematical Games».
Des de llavors, Abbott es va dedicar per complet als laberints, la majoria dels quals van aparèixer als llibres SuperMazes i Mad Mazes. El 2008, sota la direcció de l'expert en jocs Oriol Comas, RBA Libros va publicar una edició en espanyol del llibre Abbott's New Card Games, amb el nom Diez juegos que no se parecen a nada, per a la qual Abbott va aportar regles actualitzades d'alguns dels jocs de cartes, a més d'afegir les regles per a Eleusis Express (una variant simplificada de l'Eleusis) i un nou joc, Confusion. El 2011, Confusion va ser publicat per Stronghold Games i l'any següent va ser nomenat «Millor nou joc abstracte d'estratègia» per GAMES Magazine.

## Laberints lògics
Abbott és l'inventor d'un estil de laberint anomenat laberint lògic. Un laberint lògic té un conjunt de regles, que van des de les més bàsiques (com ara «no es pot fer girar mai a l'esquerra») a les extremadament complexes. Aquests laberints també reben el nom de laberints multiestat, atès que de vegades es pot tornar a una posició anterior però en una direcció diferent, i aquest canvi de direcció pot situar el jugador en un altre estat i obrir noves opcions. Un exemple, del llibre SuperMazes, seria un laberint amb dau: la casella con es pot desplaçar el jugador a partir d'una casella determinada depèn del número que es troba a la cara superior d'un dau; en tornar a la mateixa casella, el dau pot estar en un estat diferent, amb un número diferent a la part superior, cosa que genera unes opcions diferents opcions que la primera vegada.

## Jocs
Abbott ha creat diversos jocs. En conjunt, els seus jocs són poc coneguts, malgrat que alguns s'han convertit en jocs de culte i tenen alguns elements únics que els distingeixen dels jocs convencionals. Per exemple, el joc de cartes Metamorphosis és un complex joc de bases, en què les regles canvien tres vegades a mesura que es juga.

### Ultima
Ultima, o els escacs barrocs, és l'únic joc de tauler del llibre Abbott's New Card Games (en l'edició en espanyol s'inclou un segon joc de tauler, Confusion). El raonament d'Abbott per incloure aquest joc de cartes en un llibre sobre jocs de cartes era que les peces d'escacs són tan habituals com les cartes, i en el llibre volia introduir nous jocs que no requerissin cap mena de material específic. Els amics d'Abbott, després de jugar-lo, el van començar a anomenar Abbott's Ultima, nom que no li agradava gens. No obstant això, l'editor va preferir el nom Ultima, de manera que aquest és el nom que es va acabar emprant.

### Eleusis
Eleusis és probablement el joc més destacat d'Abbott, a causa del seu mètode inductiu i la seva idoneïtat per a l'ús com a eina docent. El va crear el 1956 i va aparèixer en el seu llibre Four New Card Games i, un any després en el llibre Abbott's New Card Games. Martin Gardner va escriure sobre el joc a la seva columna «Mathematical Games» de la revista Scientific American el juny de 1959. El joc consisteix que el repartidor tria una regla secreta que dicta com es poden jugar les cartes i els jugadors van jugant cartes de la seva mà per intentar esbrinar aquesta regla secreta mitjançant un raonament inductiu. El 1973, Abbott va decidir millorar Eleusis i va considerar que el resultat era molt millor que l'original, amb diverses millores en la disposició de les cartes i en la jugabilitat. Martin Gardner va escriure sobre aquesta versió l'octubre de 1977 a Scientific American. Abbott també va publicar un fulletó el 1977 amb les regles de la versió millorada, titulada The New Eleusis.

### Confusion
Abbott va crear inicialment el joc Confusion durant la dècada de 1970 i el va acabar cap a 1980. El joc va ser publicat a Alemanya per Franjos el 1992 però Abbott no estava satisfet amb aquesta edició a causa de diversos defectes. Les regles es van publicar en la traducció al castellà del seu llibre Abbott's New Card Games el 2008, però el joc no es va tornar a publicar fins al 2011, en una edició d'Stronghold Games que va ser nomenada «Millor nou joc abstracte d'estratègia» per GAMES Magazine. El joc es basa en la idea que, en començar una partida, cap dels dos jugadors no sap quines són les peces pròpies ni quins moviments poden fer, però sí les de l'oponent.

## Publicacions
- Four New Card Games (1962)
- Abbott's New Card Games (1963, edició de butxaca el 1968)
- The New Eleusis (1977)
- Mad Mazes (1990)
- SuperMazes (1997)
- Auction 2002 and Eleusis (2001)
- Diez juegos que no se parecen a nada (2008, edició d'Oriol Comas, traducció de Marc Figueras i Marià Pitarque)